# Frogn
Frogn este o localitate din provincia Akershus, Norvegia.